# Altispecula geniculosa
Altispecula geniculosa is een slakkensoort uit de familie van de Newtoniellidae. De wetenschappelijke naam van de soort is voor het eerst geldig gepubliceerd in 1911 door Hedley.